# Parosmylus belaae
Parosmylus belaae är en insektsart som beskrevs av Soumyendra Nath Ghosh och Nibedita Sen 1968. Parosmylus belaae ingår i släktet Parosmylus och familjen vattenrovsländor. Inga underarter finns listade i Catalogue of Life.